# Boulevard du 30-Juin
 (juin 2017).
Si vous disposez d'ouvrages ou d'articles de référence ou si vous connaissez des sites web de qualité traitant du thème abordé ici, merci de compléter l'article en donnant les références utiles à sa vérifiabilité et en les liant à la section « Notes et références ».
Le boulevard du 30 Juin est l'artère centrale de la ville de Kinshasa, capitale de la république démocratique du Congo. 

## Situation et accès
Longue d'environ cinq kilomètres, elle relie d'est en ouest sur quatre voies, au sud de la commune de Gombe, la gare centrale de Kinshasa à Kintambo sur la baie de Ngaliema.
Le boulevard du 30 Juin relie les deux centres historiques de Kinshasa : le lieu de la fondation de Léopoldville (initialement le village de Kintambo) en 1881, au centre contemporain développé à partir des années 1940.

## Origine du nom
Il commémore la date du 30 juin 1960, jour de l'indépendance du pays.

## Historique
Anciennement dénommé « boulevard Albert-Ier », du nom d'Albert Ier roi des Belges de 1909 à 1934.

## Bâtiments remarquables et lieux de mémoire
Le boulevard abrite quelques-unes des principales institutions politiques et économiques de la ville, telles la Grande Poste de Kinshasa, les sièges centraux de l'Institut national de la Sécurité sociale, de la Regideso et de l'ONATRA, ainsi que diverses représentations diplomatiques.
- No 59-63 : Immeuble Regideso, construit vers 1980
- No 65 : Direction Générale Migration
- No 117 : SCTP, Société commerciale des transports et des ports (ex-ONATRA, 10 étages, 1955)
- Immeuble SOZACOM (19 étages construit en 1977) : Gécamines, Société générale des carrières et des mines[1]
- No 133 : Le Cinquentenaire (années 50), Ambassade de Belgique
- No 936 : FAO, Organisation des Nations unies pour l'alimentation et l'agriculture
- No 1009 : Hôtel des Postes (1952), Société congolaise des postes et télécommunications
- No 3642 : Immeuble Futur Tower
- No 95 : (Réalisé en 1966) Institut national de la Sécurité sociale, CNSS
- No 3961 : Immeuble Vodacom, construit en 1954
- No 4310 : Ministère de la Santé publique